# Maxerco
Maxerco o Maxorco es el nombre dado a uno de los reyes aborígenes benahoaritas de la isla de La Palma en tiempos de la conquista europea de las islas Canarias en el siglo xv.
Algunos autores traducen el nombre como 'hombre respetuoso' o 'tímido'.
La única referencia conocida a este personaje aparece en la obra Saudades da terra del historiador portugués Gaspar Frutuoso escrita en 1590. En el capítulo dedicado a la descripción de la isla de La Palma dice:

Dicen los isleños que en este lugar habitaba antes de la conquista un rey de los mayores de la isla, que se llamaba Maxerco o Maxorco, que tenía hijos e hijas que murieron todos en la defensa, que sólo escapó una hija de la que proceden los de Justa, que era el nombre de esta infanta...

Autores modernos identifican a Maxerco con el padre de los caudillos benahoaritas Juguiro y Garehagua, capitanes del bando de Tigalate durante la conquista castellana en 1492 que se resistieron a la invasión del capitán Alonso Fernández de Lugo.
Según el texto de Frutuoso antes mencionado, Maxerco dejó descendencia en una hija, cristianizada como Justa González, quien fuera abuela de Pedro Hernández de Justa, capitán de los palmeros en la defensa de la isla durante el saqueo de Santa Cruz de La Palma a manos del pirata francés François Le Clerc Pata de Palo en 1553.